# Jack de Nijs (fotograf)
Jack de Nijs (15. září 1926 – 4. května 2000) byl nizozemský fotograf.

## Životopis
De Nijs působil hlavně jako zpravodajský fotograf v oblasti Amsterdamu. Svou kariéru zahájil v agentuře Anefo. Později založil vlastní agenturu pro tisk fotografií na adrese Wilhelminastraat. De Nijs zůstal aktivní až do roku 1984. Jeho práci byla v roce 2016 věnována retrospektivní výstava.

## Galerie

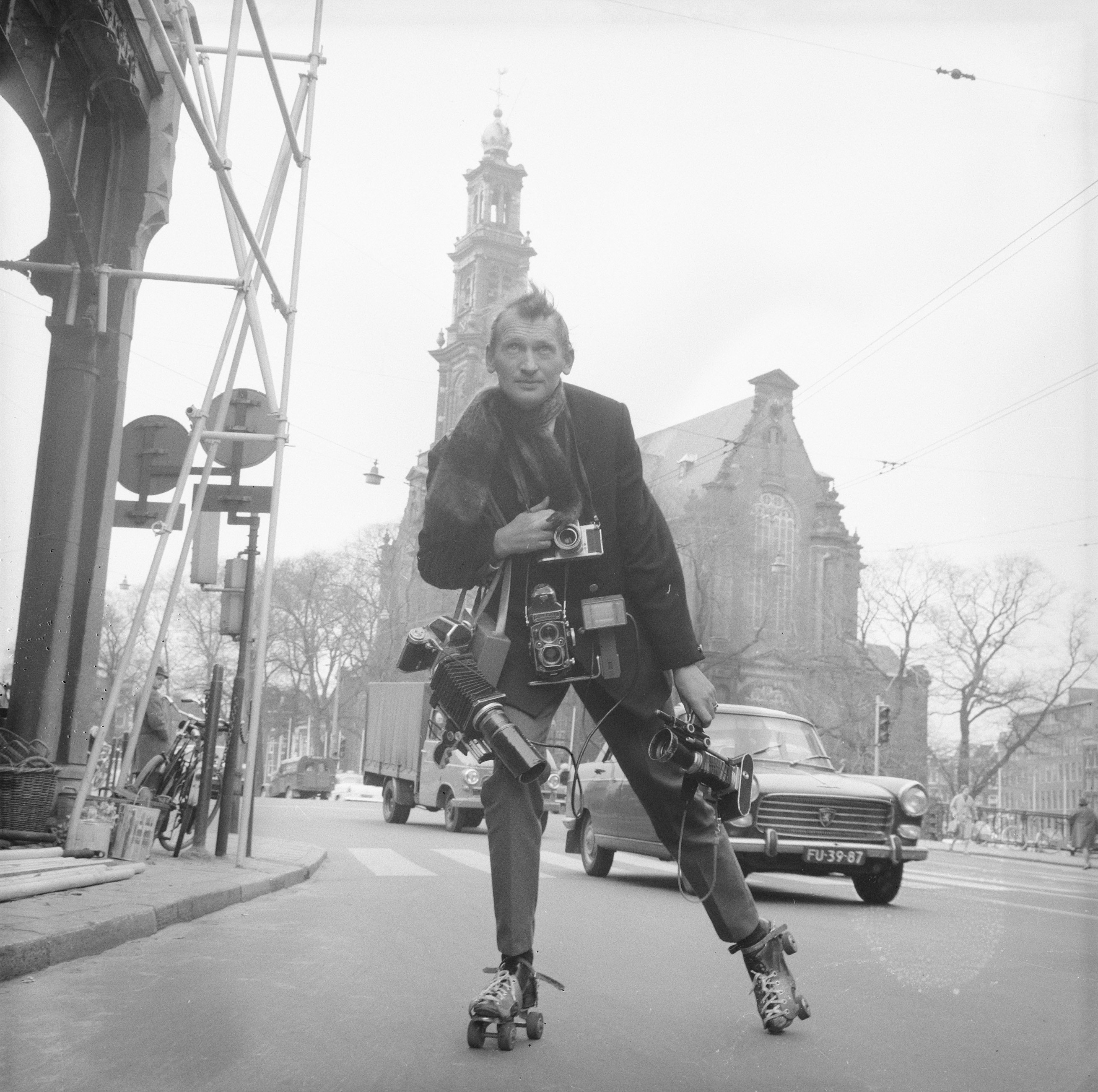
Jack de Nijs se po městě pohybuje na kolečkových bruslích
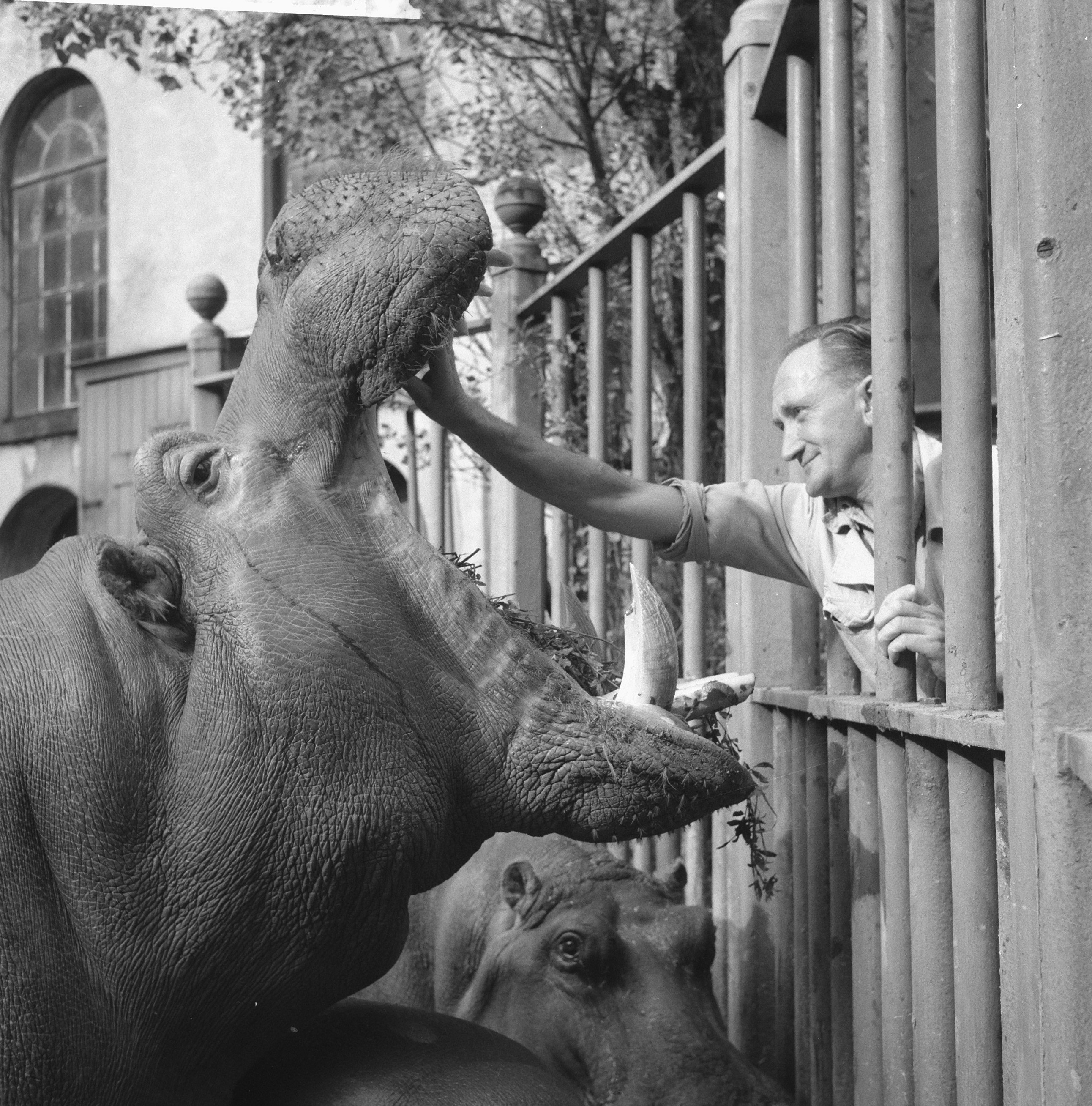
Jan van Keulen čistí hrochům ústa, 1961
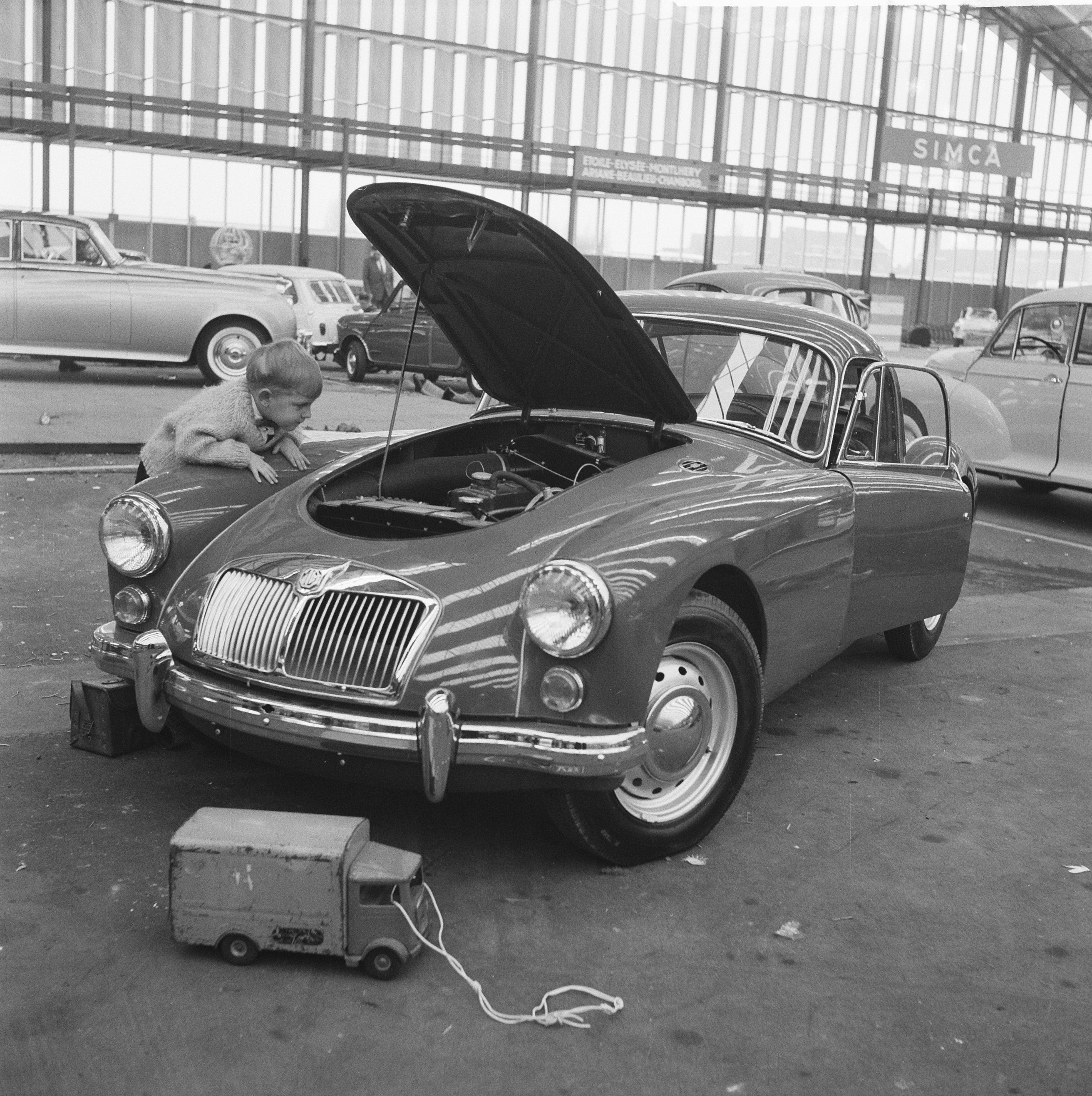
Maarten[kdo?] opustil svůj RAI náklaďák, prohlíží si MG coupé, 1961
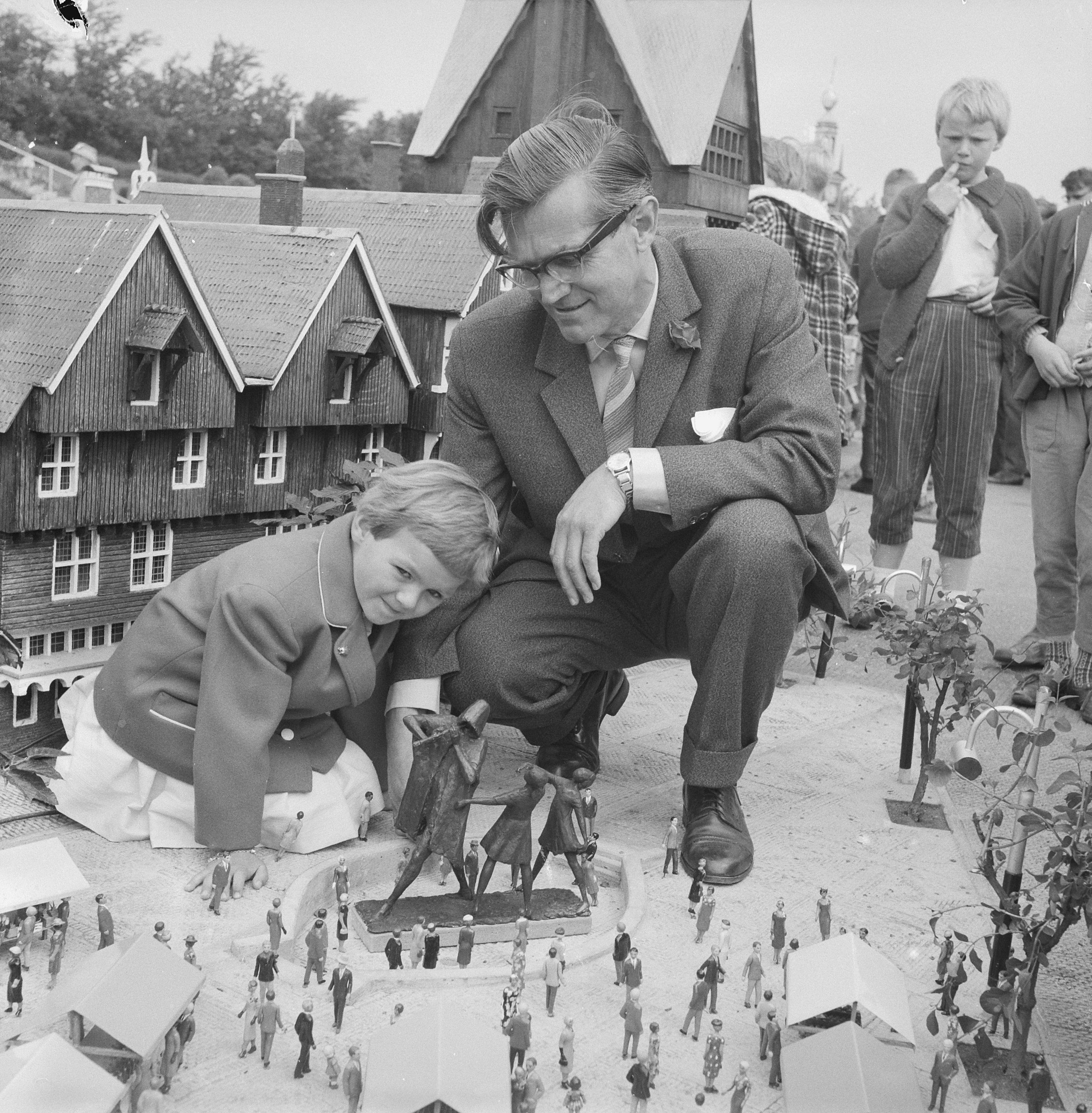
10 let Madurodamu, Marja Verhey odhalila bronzovou sochu za přítomnosti režiséra G. G. Jangeria, 1962
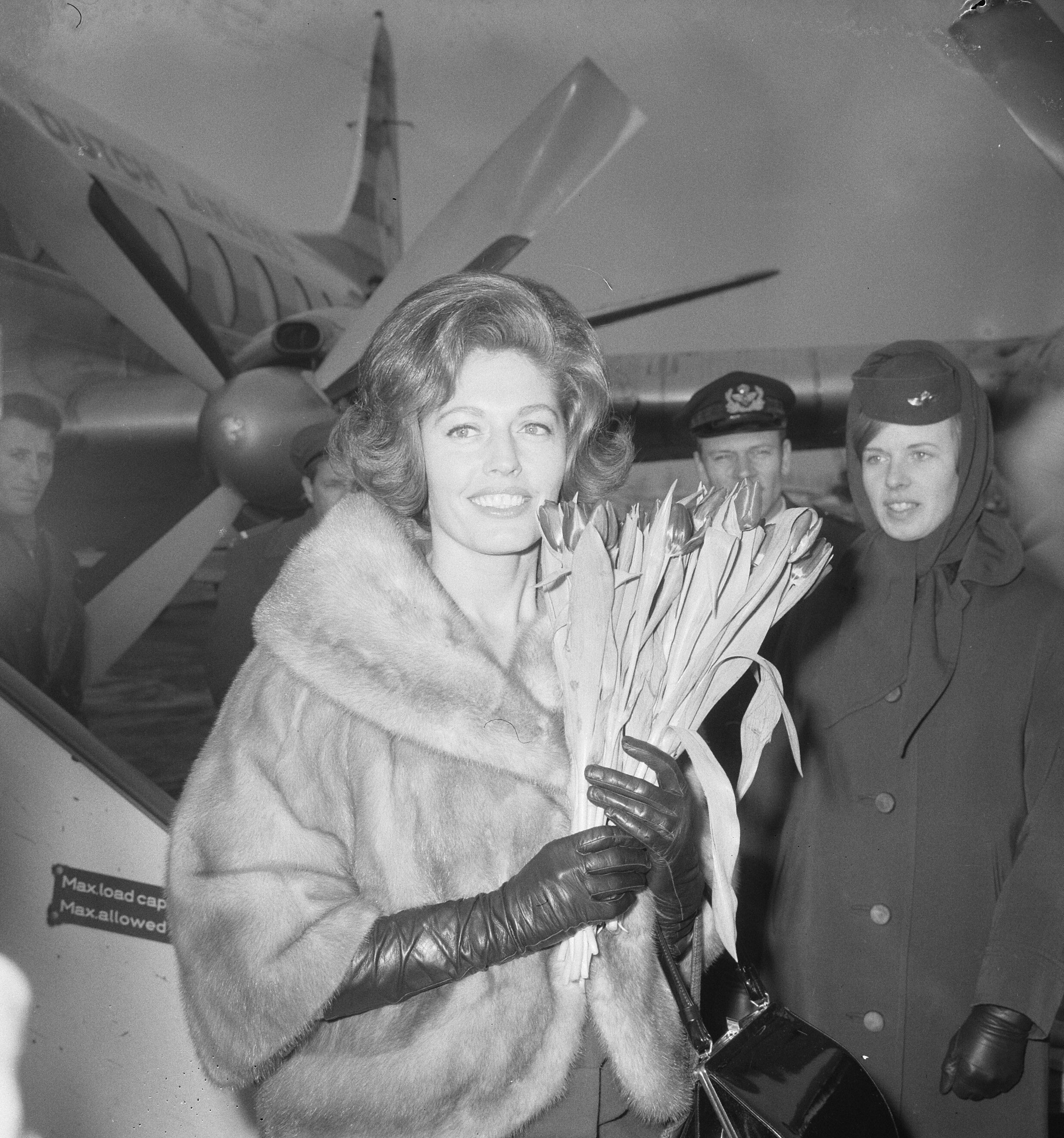
Příjezd Mrs. America 1966, Alice Buehner
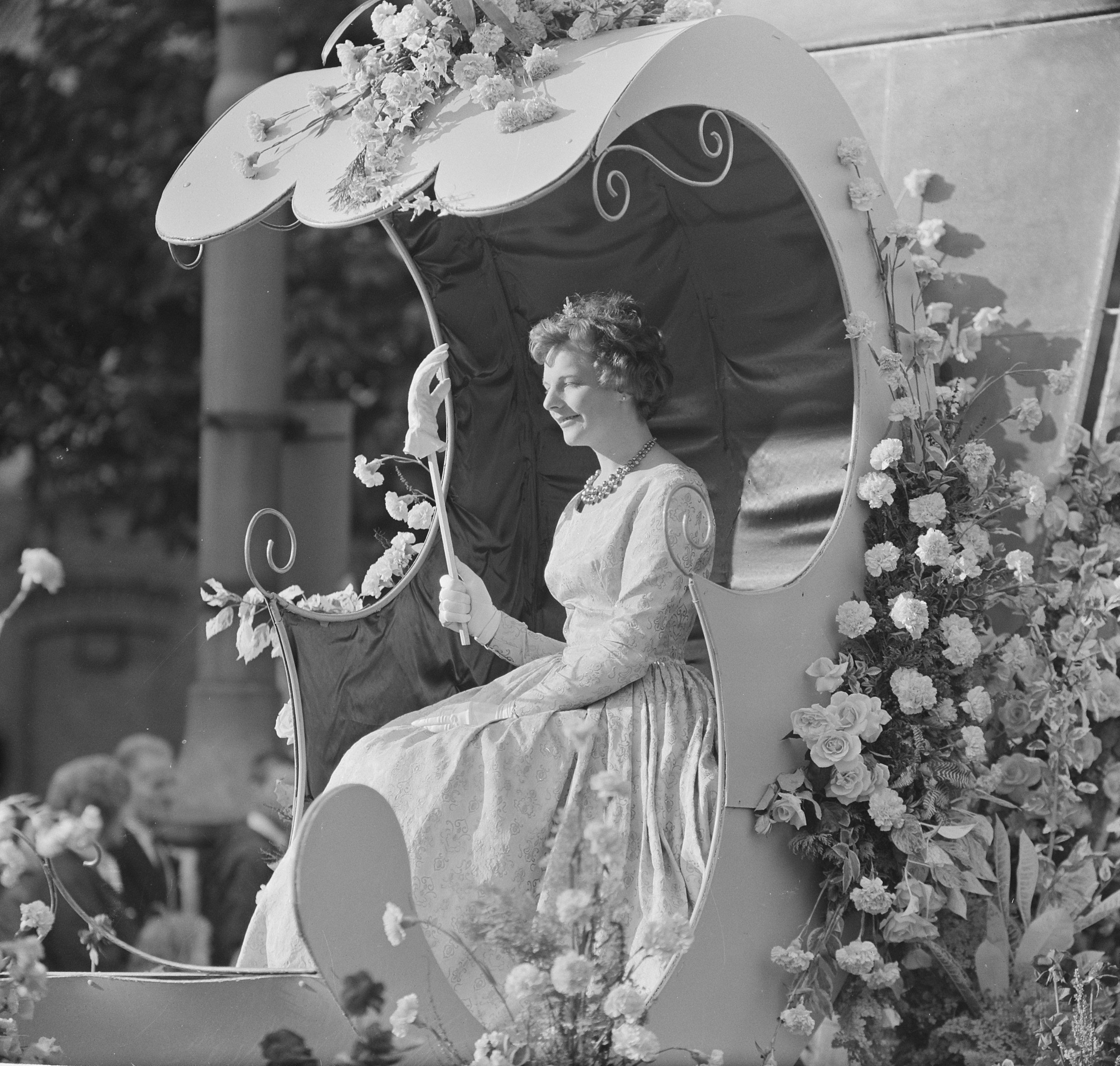
Květinový průvod Amsterdamem
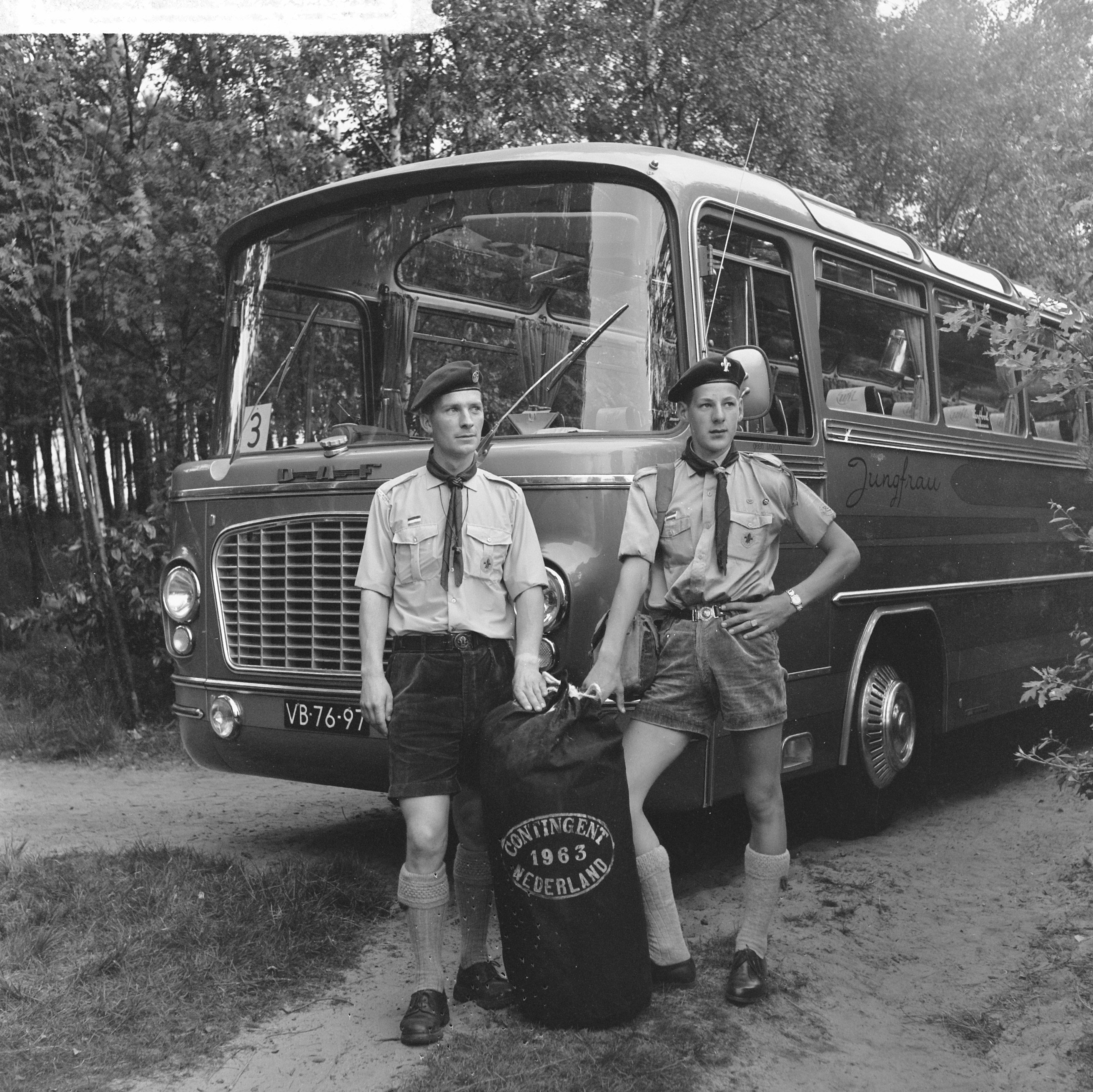
Skauti odjíždějí na Jamboree v Řecku
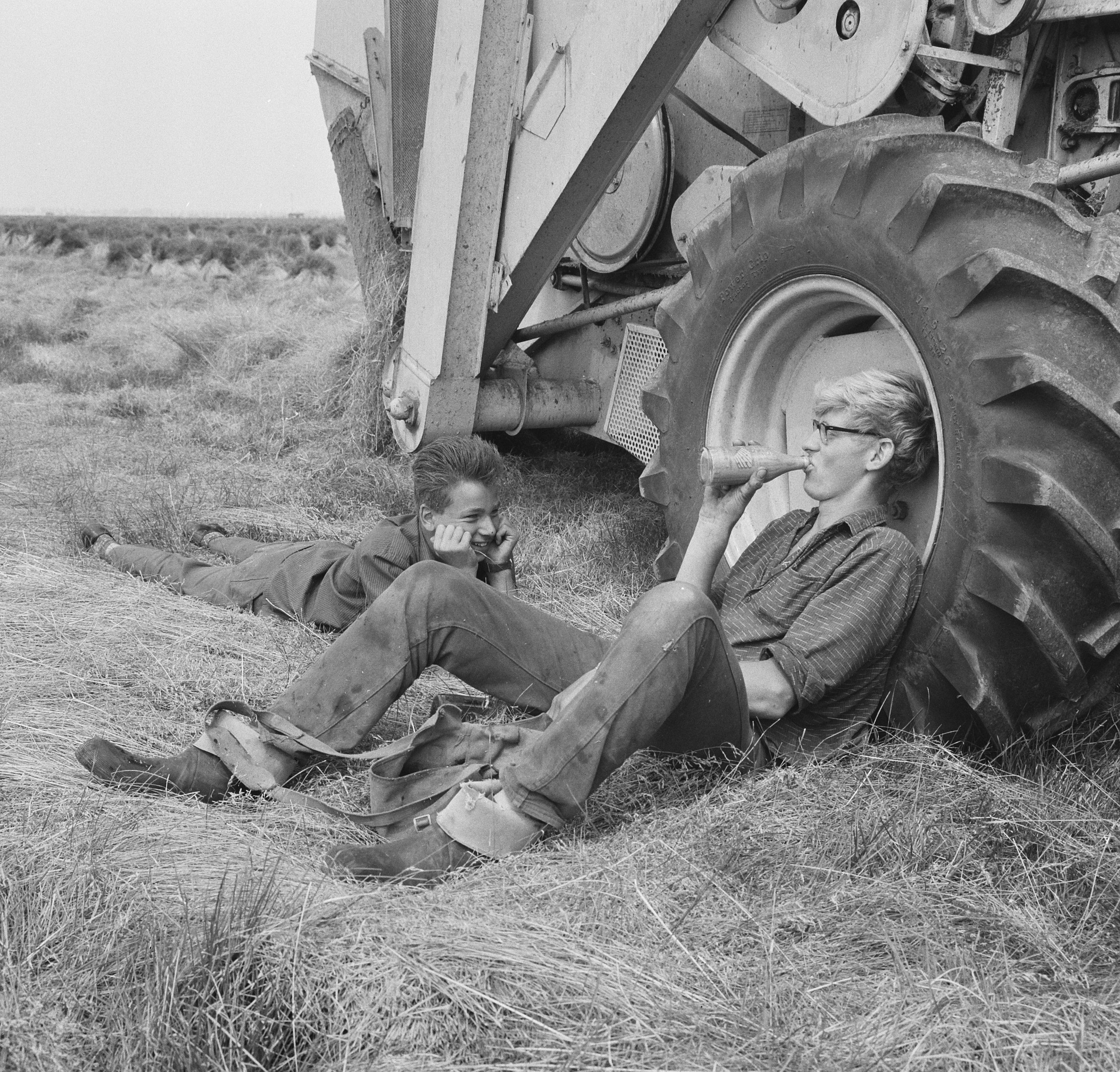
Sklizeň v roce 1964